# Colin Salmon
Colin Salmon (ur. 6 grudnia 1962 w Luton, w hrabstwie Bedfordshire) – brytyjski aktor pochodzenia jamajskiego.
Syn pielęgniarki Sylvii Ivy Brundenell Salmon (zm. 22 września 1986), dorastał wraz z siostrą Trudie. Uczęszczał do szkoły średniej Ramridge i Ashcroft High School. Związany był z angielskim klubem piłkarskim Luton Town F.C. W 1993 według magazynu „People” znalazł się na liście pięćdziesięciu najpiękniejszych ludzi na świecie.
W czerwcu 1988 poślubił Fionę Hawthorne. Mają czworo dzieci: Sashę, Rudiego, Eden i Bena.

## Wybrana filmografia

### Filmy
- 1994: Zniewoleni (Captives) jako Towler
- 1995: Nieśmiertelny kochanek (All Men Are Mortal) jako Chas
- 1997: Jutro nie umiera nigdy (Tomorrow Never Dies) jako Charles Robinson
- 1998: Mądrość krokodyli (Wisdom of the crocodiles) jako Martin
- 1999: Chłopak na gwałt poszukiwany (Fanny and Elvis) jako Alan
- 1999: Świat to za mało (The World Is Not Enough) jako Charles Robinson
- 2001: Moje królestwo (My kingdom) jako przewodniczący
- 2002: Resident Evil jako One
- 2002: Śmierć nadejdzie jutro (Die Another Day) jako Charles Robinson
- 2003: Deklaracja (The Statement) jako ojciec Patrice
- 2004: Obcy kontra Predator (AVP: Alien vs. Predator) jako Max Stafford
- 2004: Stopklatka (Freeze Frame) jako Detektyw Mountjoy
- 2005: Wszystko gra (Match Point) jako Ian
- 2005: Nagi w Londynie (Naked in London) jako Ralph
- 2007: Obcy kontra Predator 2 (AVPR: Aliens vs Predator - Requiem) jako Max Stafford
- 2008: Punisher: Strefa wojny (Punisher: War Zone) jako agent Paul Budiansky
- 2008: Kredo (Credo) jako dr Reynolds
- 2008: Angielska robota (The Bank Job) jako Hakim Jamal
- 2009: Clubbed jako Louis
- 2009: Krew: Ostatni wampir jako Powell
- 2012: Resident Evil: Retrybucja jako One
- 2018: Zabójcze maszyny jako Chudleigh Pomeroy
- 2022: Egzorcyzmy siostry Ann (Prey for the Devil) jako ojciec Quinn

### Filmy TV
- 1992: Prime Suspect 2: Operation Nadine (Prime Suspect 2) jako sierżant Robert Oswalde
- 1993: Jutrzejszy zawód (Tomorrow Calling) jako Bill
- 1994: Midnight Movie jako Bob Maclean
- 1996: Głębokie tajemnice (Deep Secrets) jako Detektyw Charlie Nolan
- 1996: The Sculptress jako Graham Deedes
- 1997: Dziecko niczyje (No Child of Mine) jako Paul
- 2001: Czerwony telefon: Obława (The Red Phone: Manhunt) jako Cooper
- 2001: Mind Games jako DCI Ricky Grover
- 2003: Czerwony Telefon: Szach i mat (The Red Phone: Checkmate) jako Cooper
- 2004: Proces i surowa kara VIII (Trial & Retribution VIII) jako Colin Thorpe

### Seriale TV
- 1993: Lovejoy jako Rathbone
- 1993: Między wierszami (Between the Lines) Eric Hutchinson
- 1994: Murder Most Horrid jako Lambert
- 1994: Żołnierz żołnierz (Soldier Soldier) jako sierżant sztabowy Dennis Ryan
- 1995: Shine on Harvey Moon jako Noah Hawksley
- 1996: Opowieści z krypty (Tales from the Crypt) jako Jimmy Picket
- 1996: Milczący świadek (Silent Witness) jako Sebastian Bird
- 1997: Gold jako Raymond Wallace
- 2001: Sędzia John Deed (Judge John Deed) jako Willy Radcliff
- 2002: Dinotopia jako Oonu
- 2003: Morderstwo w pamięci (Murder in Mind) jako Alex Treeve
- 2003-2004: Inspektor Eddie (Keen Eddie) jako Supt. Nathanial Johnson
- 2004-2005: Klątwa upadłych aniołów jako David Tyrel
- 2005: Morze dusz (Sea of Souls) jako Peter Locke
- 2006: Złe dziewczyny (Bad Girls) jako dr Rowan Dunlop
- 2007: Party Animals jako Stephen Templeton
- 2007: Sekretny dziennik call girl jako Mitchell
- 2008: Doktor Who jako dr Moon
- 2012–2013: Arrow jako Walter Steele